# ジャクソン郡 (ウェストバージニア州)

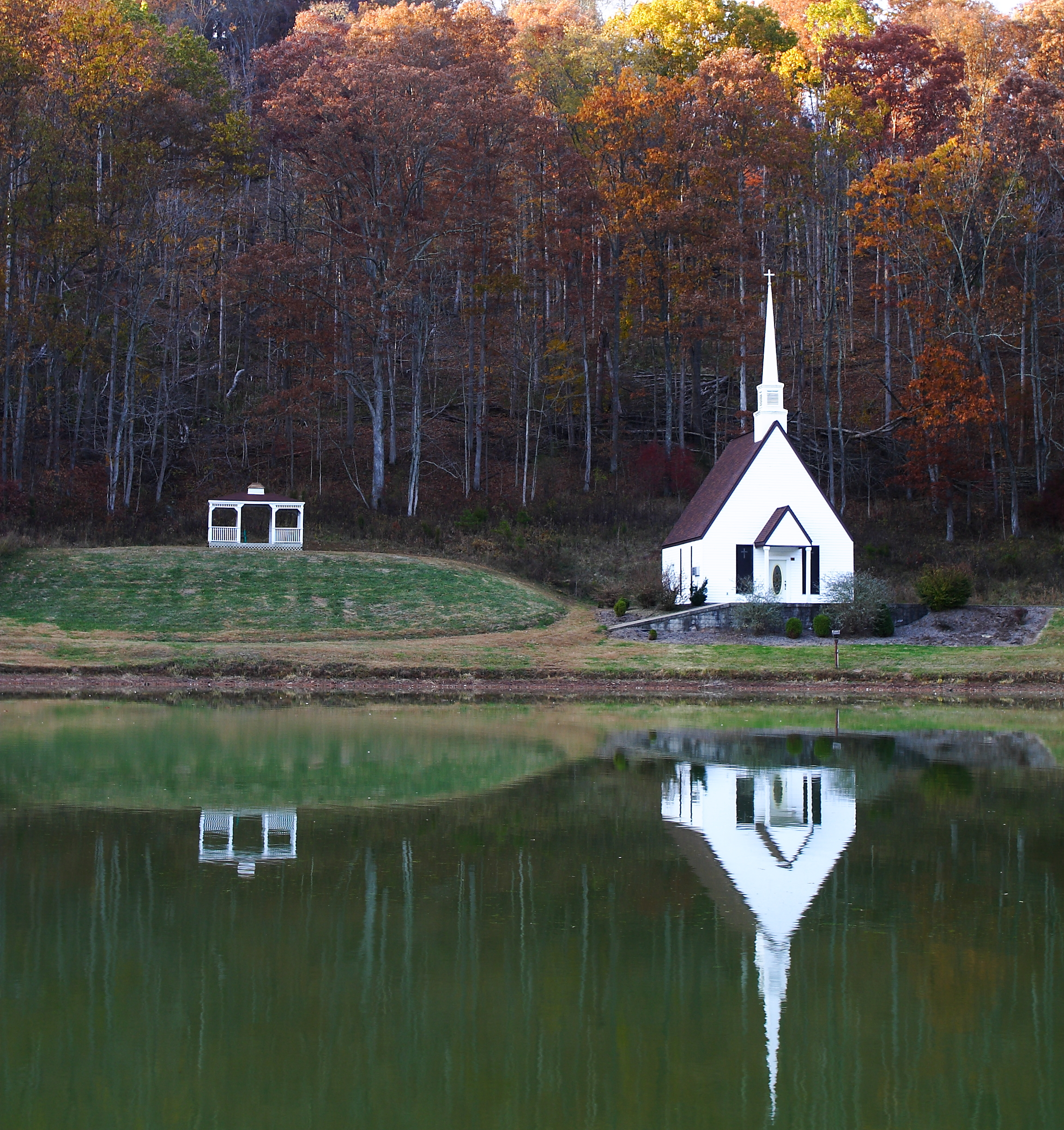
ケナの教会

ジャクソン郡（英: Jackson County）は、アメリカ合衆国ウェストバージニア州の西部に位置する郡である。2010年国勢調査での人口は29,211人であり、2000年の28,000人から4.3%増加した。郡庁所在地はリプリー市（人口3,252人）であり、同郡で人口最大の都市はレイブンスウッド市（人口3,876人）である。ジャクソン郡は1831年にカナー郡、ウッド郡、メイソン郡のそれぞれ一部を合わせて設立された。郡名は、第7代アメリカ合衆国大統領アンドリュー・ジャクソンに因んで名付けられた。

## 地理
アメリカ合衆国国勢調査局に拠れば、郡域全面積は472平方マイル (1,222.5 km2)であり、このうち陸地466平方マイル (1,206.9 km2)、水域は6平方マイル (15.5 km2)で水域率は1.23%である。郡西側境界の一部はオハイオ川である。オハイオ川の支流であるサンディ・クリークとミル・クリークが分内の北部と中央部を流れている。

### 主要高規格道路
- 州間高速道路77号線
- アメリカ国道33号線
- ウェストバージニア州道2号線
- ウェストバージニア州道34号線
- ウェストバージニア州道62号線
- ウェストバージニア州道68号線
- ウェストバージニア州道87号線
- ウェストバージニア州道331号線

### 隣接する郡
- ウッド郡 - 北
- ワート郡 - 北東
- ローン郡 - 東
- カナー郡 - 南
- パットナム郡 - 南西
- メイソン郡 - 西
- メグズ郡 (オハイオ州) - 北西

### 国立保護地域
- オハイオ川諸島国立野生生物保護区（部分）

## 人口動態
以下は2000年国勢調査による人口統計データである。
| 基礎データ - 人口: 28,000人 - 世帯数: 11,061 世帯 - 家族数: 8,207 家族 - 人口密度: 23人/km2（60人/mi2） - 住居数: 12,245軒 - 住居密度: 10軒/km2（26軒/mi2） 人種別人口構成 - 白人: 98.75% - アフリカン・アメリカン: 0.08% - ネイティブ・アメリカン: 0.21% - アジア人: 0.23% - 太平洋諸島系: 0.01% - その他の人種: 0.10% - 混血: 0.62% - ヒスパニック・ラテン系: 0.29% 年齢別人口構成 - 18歳未満: 24.1% - 18-24歳: 7.9% - 25-44歳: 27.7% - 45-64歳: 24.9% - 65歳以上: 15.3% - 年齢の中央値: 39歳 - 性比（女性100人あたり男性の人口） - 総人口: 94.8 - 18歳以上: 91.4 | 世帯と家族（対世帯数） - 18歳未満の子供がいる: 31.9% - 結婚・同居している夫婦: 61.6% - 未婚・離婚・死別女性が世帯主: 9.4% - 非家族世帯: 25.8% - 単身世帯: 22.7% - 65歳以上の老人1人暮らし: 10.3% - 平均構成人数 - 世帯: 2.50人 - 家族: 2.92人 収入と家計 - 収入の中央値 - 世帯: 32,434米ドル - 家族: 38,021米ドル - 性別 - 男性: 32,991米ドル - 女性: 20,253米ドル - 人口1人あたり収入: 16,205米ドル - 貧困線以下 - 対人口: 15.2% - 対家族数: 12.2% - 18歳未満: 21.6% - 65歳以上: 9.0% |

## 都市と町

### 都市
- レイブンスウッド
- リプリー - 郡庁所在地

次のリストは郡内の未編入町であるが、これで全てではない。

### 未編入の町
| - アドベント - コテージビル - エバンス - フラットウッズ - フレッチャー - ゲイ - ギブン - インディペンデンス - ケナ | - ケンタック - レロイ - ミルウッド - マウントアルト - マレイズビル - ロックキャッスル - ロマンス - サンディビル - シャーマン |